# Alexandre Varaut

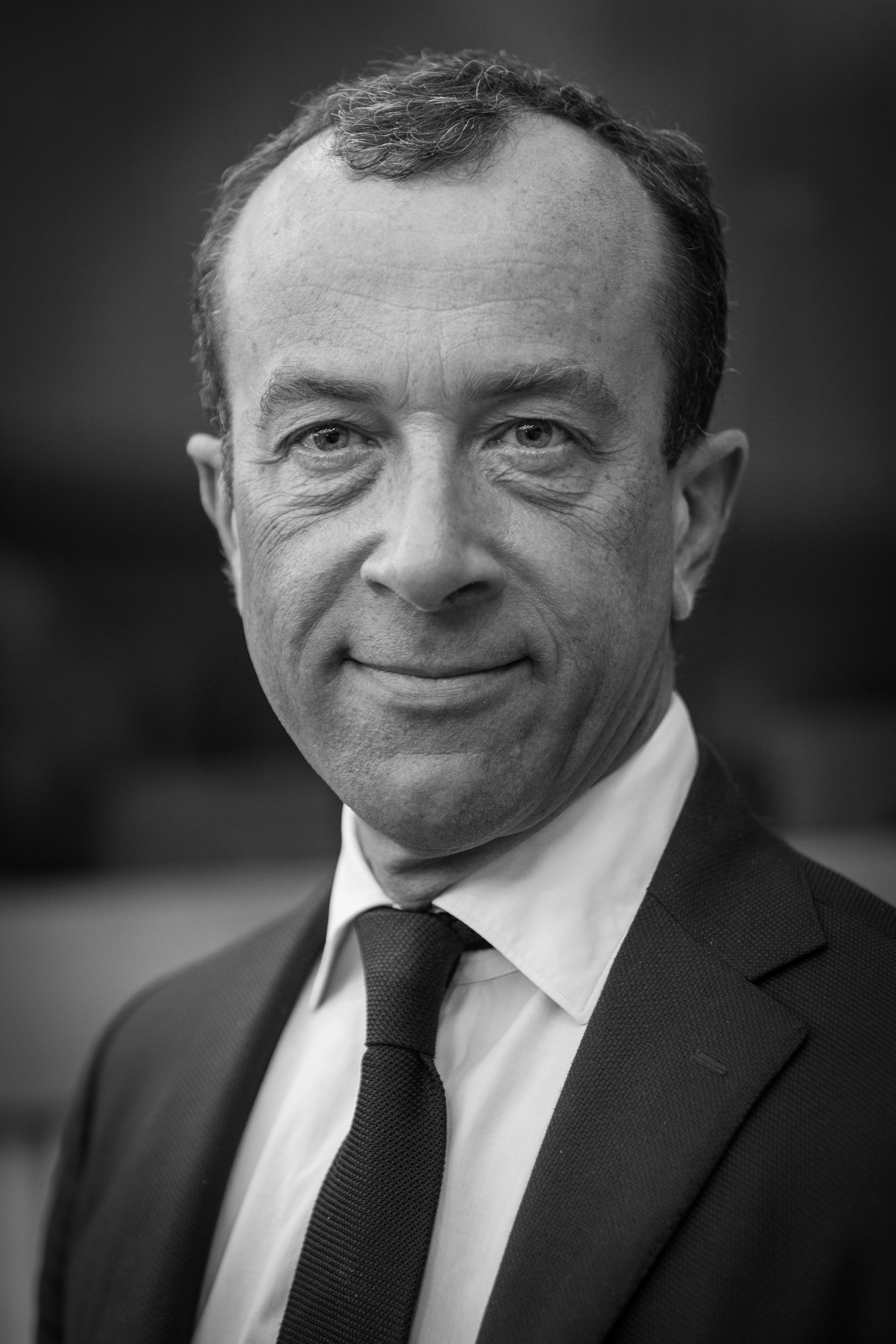
Alexandre Varaut (2015)

Alexandre Varaut este un om politic francez, membru al Parlamentului European în perioada 1999-2004 din partea Franței. 
1. ↑   https://www.mediapart.fr/journal/politique/100424/europeennes-derriere-les-ralliements-au-rn-mythifies-une-realite-au-rabais Lipsește sau este vid: |title= (ajutor)
2. 1 2 3  Deputații în Parlamentul European